# 1685 Toro
1685 Toro là một thiên thạch Apollo có quỹ đạo Mặt trời trong 8:5 phần chung với Trái Đất, và 13:5 phần chung với Sao Thủy. Bởi vì quỹ đạo bất thường, nó được xem là vệ tinh Trái Đất thứ 2".
Toro được phát hiện bởi Carl A. Wirtanen ở Đài Quan sát Lick năm 1948.